# Sardinata
Sardinata es un municipio del departamento Norte de Santander, en Colombia. Se encuentra a 78 km de Cúcuta, capital del departamento.
Fundado en 1876, el término municipal cuenta con una superficie de 1.260 km². Se encuentra ubicado a 300 m s. n. m. (metros sobre el nivel del mar), siendo su punto de mayor altitud el "Cerro de Banderas" a 1850 m s. n. m.. La temperatura media anual es de 27 °C.
Su población en 1993 era de 21.247 habitantes. Al municipio lo bañan los ríos Sardinata y San Miguel y desde el punto de vista de los recursos naturales sobresale por sus minas de carbón.

## Toponimia
Se cree que el nombre Sardinata proviene de la abundancia de sardinas en sus ríos, un árbol llamado pipo, el cual daba una fruta con la cual los primeros pobladores podían lavar, ya que producía mucha nata, estos árboles se daban en los bordes del río Sardinata y cuando el fruto caía en el río, se formaba bastante nata o espuma, de allí quedó el nombre Sardinata.[cita requerida]

## División político-administrativa
Además de su cabecera municipal, tiene bajo su jurisdicción los siguientes centros poblados:
- El Carmen
- La Victoria
- Las Mercedes
- Luis Veros
- San Martín de Loba
- San Roque

## Símbolos

### Escudo
El escudo posee en la parte superior la Imagen del Templo Católico del Municipio como icono más representativo de la región, a sus costados dos cuernos que representan el renglón productivo de la ganadería con importancia en la economía de nuestro municipio, seguidamente dos franjas de color una naranja y una azul que representan la riqueza de las aguas y la productiva de los cultivos de nuestras tierras, en la parte inferior se puede ver la base del árbol el samán como especie representativa símbolo de nuestro pueblo encontrándose en los parques principales de corregimientos y del propio casco urbano.

### Bandera
La Bandera está formada por dos franjas horizontales, una de color naranja que representa las riquezas de nuestro pueblo y otra de color verde que significa la esperanza en nuestros campos para alcanzar la paz y la productividad, sobre fondo blanco.

## Historia
En el año 1848 un grupo de colonos se asentaron en el suelo siendo atraídos por su tierra fértil, sus primeros asentamientos dieron lugar en la que en la actualidad se conoce como la hacienda Táchira, pero tras el terremoto de 1875 retornaron a su lugar de origen.
En el año 1875 llegó a este lugar el padre Secundino Jácome, quien es conocido como el fundador de este municipio. Su fundación se dio debido a los asentamientos de los colonos ya que estos realizaron la agrupación de feudos y con posterioridad se dio su fundación política y religiosa